# جاسم المطر
جاسم صالح جاسم محمد المطر (مواليد 17 أبريل 2006) هو لاعب كرة قدم كويتي محترف يلعب كلاعب وسط مهاجم مع نادي القادسية ومنتخب الكويت لكرة القدم.

## المسيرة الكروية
ظهر جاسم لأول مرة في موسم 2024-2025. سجل هدفه الأول ضد النادي العربي القطري في دوري أبطال الخليج 2024- 2025؛ مؤهلاً للفريق إلى المرحلة التالية.

## المسيرة الوطنية
تم استدعاؤه لأول مرة من قبل خوان أنطونيو بيتزي لتصفيات كأس العالم 2026، حيث شارك جاسم لأول مرة ضد منتخب العراق لكرة القدم.

## الحياة الشخصية
يدرس جاسم المطر في جامعة الخليج للعلوم والتكنولوجيا تخصص إدارة الأعمال. يلعب جاسم المطر لفريقي كرة القدم وكرة الصالات في دوريات الجامعة.

## إحصائيات
| النادي        | موسم                           | الدوري         | الدوري    | الدوري  | كوب       | كوب     | قارية     | قارية   | أخرى      | أخرى    | المجموع   | المجموع |
| النادي        | موسم                           | قسم            | التطبيقات | الأهداف | التطبيقات | الأهداف | التطبيقات | الأهداف | التطبيقات | الأهداف | التطبيقات | الأهداف |
| ------------- | ------------------------------ | -------------- | --------- | ------- | --------- | ------- | --------- | ------- | --------- | ------- | --------- | ------- |
| نادي القادسية | الدوري الكويتي الممتاز 2024–25 | الدوري الكويتي | 13        | 0       | 2         | 0       |           | 1       | 4         | 0       | 23        | 1       |
| نادي القادسية | إجمالي المهنة                  | إجمالي المهنة  | 13        | 0       | 2         | 0       | 4         | 1       | 4         | 0       | 23        | 1       |

## روابط خارجية
- جاسم المطر على موقع سكورواي